# Emblyna florens
Emblyna florens là một loài nhện trong họ Dictynidae.
Loài này thuộc chi Emblyna. Emblyna florens được miêu tả năm 1935 bởi Wilton Ivie & Barrows.